# Eilandsraadsverkiezing
Een eilandsraadsverkiezing is een verkiezing waarbij de leden van een Eilandsraad op een van de BES-eilanden van Caribisch Nederland worden gekozen.
Eilandsraadsverkiezingen worden een keer in de vier jaar gehouden, waarbij de leden rechtstreeks door de stemgerechtigde inwoners van het openbaar lichaam worden gekozen. De verkiezingen vinden op dezelfde dag plaats als de Provinciale Statenverkiezingen in het Europese deel van Nederland.

## Kiesgerechtigdheid
Ingezetenen met de Nederlandse nationaliteit en ingezetenen met een andere nationaliteit die vijf jaar of langer legaal in Nederland verblijven, hebben actief en passief kiesrecht. De minimale kiesleeftijd ligt, net als voor alle andere Nederlandse volksvertegenwoordigende organen, op 18 jaar.

### Ontwikkeling
In de oorspronkelijke wetsvoorstellen van juni 2009 werd voorgesteld het actief kiesrecht open te stellen voor niet-Nederlandse ingezetenen die vijf jaar of langer legaal in Nederland verblijven, zoals dat ook bij de gemeenteraden gebruikelijk is. Het passief kiesrecht zou beperkt blijven tot de Nederlandse ingezetenen, aangezien het de bedoeling was de eilandsraden aan te wijzen als kiescollege voor de Eerste Kamerverkiezingen; de regering was van mening dat de samenstelling van de Eerste Kamer alleen door Nederlanders moet worden bepaald.
Een meerderheid van de Tweede Kamer vond het onwenselijk dat vreemdelingen via het actief kiesrecht nog steeds invloed konden uitoefenen op de samenstelling van de Eerste Kamer en nam een novelle van Johan Remkes aan, zodat ook het actief kiesrecht werd beperkt tot de Nederlandse ingezetenen. De kiesgerechtigdheid van de leden van eilandsraden voor de Eerste Kamerverkiezingen werd in januari 2010 echter opgeschort totdat artikel 55 van de Grondwet aangepast zou zijn.
Op 10 januari 2011 bepaalde het Gemeenschappelijk Hof van Justitie dat aan Santana Rodriguez, die een procedure hieromtrent had aangespannen, het actief kiesrecht voor de eilandsraad van Bonaire moest worden toegekend. Omdat de eilandsraden nog niet gingen deelnemen aan de Eerste Kamerverkiezingen van 2011, was er volgens het Hof geen grond meer om voor het kiesrecht van de eilandsraden andere regels te stellen als voor de gemeenteraden. Het gevolg was dat bij de eilandsraadsverkiezingen van 2 maart 2011 ook vreemdelingen actief kiesrecht kregen op gelijke voet met de vreemdelingen in Europees Nederland. Het passief kiesrecht bleef wel voorbehouden aan Nederlanders, omdat dat in de rechtszaak niet aan de orde is gekomen.
De regering kondigde eind januari 2011 aan om voor de volgende verkiezingen in 2015 het actief kiesrecht voor vreemdelingen wettelijk te gaan regelen. De Kiesraad adviseerde in zijn evaluatie om ook het passief kiesrecht aan vreemdelingen toe te kennen. In mei 2012 werd het wetsvoorstel naar de Tweede Kamer gestuurd, waarin voorgesteld wordt om vreemdelingen die vijf jaar of langer legaal in Nederland verblijven actief en passief kiesrecht voor de eilandsraad te verlenen. Het wetsvoorstel werd aangenomen, maar de Eerste Kamer wilde dat deze bepalingen pas in werking zouden treden, als er ook een wet is die ervoor zorgt dat het kiesrecht voor vreemdelingen automatisch vervalt als artikel 55 van de Grondwet gewijzigd wordt. Toen duidelijk werd dat deze wet niet tijdig zou worden behandeld, heeft de regering de betreffende bepalingen op 30 januari 2015 alsnog in werking laten treden, zodat vreemdelingen actief en passief kiesrecht hebben voor de eilandsraadsverkiezingen van 18 maart 2015.
Bij de Grondwetswijziging van 2017 werd  de instelling van een Kiescollege voor de Eerste Kamer mogelijk gemaakt. Dit Kiescollege neemt bij verkiezingen voor leden van de Eerste Kamer de rol over die in eerste instantie was toegedacht aan de Eilandsraden.

## Restzetelverdeling
Bij de eilandsraadsverkiezingen van 2011 werden de restzetels verdeeld volgens het systeem van de grootste overschotten, zoals dat ook gebruikelijk is voor gemeenteraden met minder dan 19 zetels. Deze, voor de eilanden nieuwe, restzetelverdeling leidde tot extra partijen in de eilandsraden van Bonaire en Sint Eustatius, die onder het Antilliaanse kiesrecht geen zetel hadden kunnen behalen.
De versplintering van het politieke landschap op Sint Eustatius en Bonaire, zou volgens de regering een negatief effect hebben op de bestuurbaarheid. De bestuurscolleges op beide eilanden zijn al binnen een jaar na de verkiezingen gevallen. De regering heeft daarom in mei 2012 een wetsvoorstel bij het parlement ingediend om de restzetels (vanaf 2015) te verdelen volgens het systeem van de grootste gemiddelden, zoals dat in het Nederlandse kiesrecht wordt gebruikt voor verkiezingen van volksvertegenwoordigende organen met 19 of meer zetels. Dit systeem werkt over het algemeen in het voordeel van de grotere partijen. Ook de afwijkende bepaling voor de Tweede Kamerverkiezingen dat een partij minimaal de kiesdeler moet hebben behaald om voor een restzetel in aanmerking te komen, zal op de eilandsraadsverkiezingen van toepassing worden verklaard.
Deze afwijkende regeling is echter weer uit het wetsvoorstel gehaald bij nota van wijziging. Het bleek dat er geen consensus was op de eilanden over de voorgestelde restzetelverdeling. Daarom wil de regering eerst de evaluatie van de nieuwe staatkundige verhoudingen (in 2015) afwachten.
2011 · 2015 · 2019 · 2020 · 2023